# Terény
Terény è un comune dell'Ungheria di 448 abitanti (dati 2001). È situato nella contea di Nógrád.